# غورو جوش
غورو جوش (بالإنجليزية: Guru Josh)‏‏ (6 يونيو 1964 - 28 ديسمبر 2015) وهو موسيقي جيرزي، من أشهر أغانيه إنفنيتي 2008.

## روابط خارجية
- غورو جوش على موقع IMDb (الإنجليزية)
- غورو جوش على موقع ميوزك برينز (الإنجليزية)
- غورو جوش على موقع ميوزك برينز (الإنجليزية)
- غورو جوش على موقع ديسكوغز (الإنجليزية)